# Pierre Grimal
Pierre Grimal (Parigi, 21 novembre 1912 – Parigi, 2 novembre 1996) è stato un filologo classico e latinista francese.
Appassionato della cultura antica, si adoperò molto per la promozione dell'eredità culturale della civiltà romana, sia presso gli specialisti sia presso il grande pubblico.

## Biografia
Ammesso all'École normale supérieure de rue de l'Ulm nel 1933, terzo nel classificato nel concorso per l'agrégation in lettere classiche nel 1935, fu membro dell'École française de Rome (1935-1937). In seguito esercitò l'insegnamento del latino al Liceo di Rennes, quindi come professore di lingua e civiltà latina all'Università di Caen, all'Università di Bordeaux e, infine, alla Sorbona per trent'anni.
Pubblicò studi sulla civiltà romana, tra cui numerosi libri della collana «Que sais-je ?» (Presses universitaires de France), traduzioni in francese di autori latini classici (Cicerone, Seneca, Tacito, Plauto, Terenzio). Dopo il pensionamento, pubblicò anche biografie e fiction storiche romanzate (Mémoires de T. Pomponius Atticus, Mémoires d'Agrippine, Le procès Néron), destinate al grande pubblico.
Negli ultimi anni della sua vita si batté per la salvaguardia dell'insegnamento umanistico nelle scuole secondarie.
Era padre dell'egittologo Nicolas Grimal.

## Riconoscimenti
Pierre Grimal fu membro di due importanti istituzioni:
- l'Académie des inscriptions et belles-lettres, a partire dal 1978
- il Comitato d'onore dell'ASSELAF (Association pour la sauvegarde et l'expansion de la langue française)

## Opere
- (FR) Cicéron, Paris, Fayard, 1986, ISBN 978-2-213-01786-0.
- (FR) Cicéron, 2e édition, Paris, Presses Universitaires de France, 1993, ISBN 2-13-045628-6.
- (FR) La civilisation romaine, Paris, Arthaud, 1984, ISBN 2-7003-0472-1.
- (FR) Dictionnaire de la mythologie grecque et romaine, 15e édition, Paris, PUF, 1999, ISBN 978-2-13-050359-0.
- (FR) Les Erreurs de la liberté, Paris, Les Belles Lettres, 1989, ISBN 978-2-251-38000-1.
- (FR) La littérature latine, 7e édition, Paris, PUF, 2003, ISBN 978-2-13-056061-6.
- (FR) Marc Aurèle, Paris, Fayard, 1991, ISBN 978-2-213-02763-0.
- (FR) La mythologie grecque, 19e édition, Paris, PUF, 2003, ISBN 978-2-13-053858-5.
- (FR) Rome et l'amour : Des femmes, des jardins, de la sagesse, Paris, Robert Laffont, 2007, ISBN 2-221-10629-6.
- (FR) Sénèque, Paris, Fayard, 1991, ISBN 978-2-213-02643-5.
- (FR) Sénèque, Paris, Presses Universitaires de France, 1992, ISBN 978-2-13-037054-3.
- (FR) Tacite, Paris, Fayard, 1990, ISBN 978-2-213-02497-4.
- (FR) Le théâtre antique, Paris, Presses Universitaires de France, 2001, ISBN 978-2-13-035635-6.
- (FR) Voyage à Rome, Paris, Robert Laffont, 2004, ISBN 2-221-10119-7.
- (FR) Romans grecs et latins, Textes présentés, traduits et annotés par Pierre Grimal, Paris, Gallimard, 1958, ISBN 978-2-07-010482-6.
- (FR) Tacite, Œuvres complètes, Textes traduits, présentés et annotés par Pierre Grimal, Paris, Gallimard, 1990, ISBN 2-07-011176-8.
- Le siècle des Scipions, Rome et l'Hellénisme au temps des guerres puniques, Aubier, 2e édition 1975
- L'art des jardins, PUF Que sais-je nº 618, 3e édition 1974
- Les villes romaines, PUF Que sais-je nº 657, première édition 1954, 7e réédition en 1990
- Le siècle d'Auguste, PUF Que sais-je nº 676, 1965
- Dans les pas des césars, Hachette, 1955
- Horace, Editions du Seuil, 1955
- La civilisation romaine, Arthaud, IV edizione nel 1970
- Italie retrouvée, PUF, 1979
- Nous partons pour Rome, PUF, III edizione 1977
- Mythologies, Larousse, 1964
- Histoire mondiale de la femme, Nouvelle Librairie de France, 1965
- Etude de chronologie cicéronienne, Belles Lettres, 1977
- Essai sur l'art poétique d'Horace, Paris SEDES, 1968
- Le guide de l'étudiant latiniste, PUF, 1971
- Les mémoires de T. Pomponius Atticus, Belles Lettres, 1976 ISBN 2-251-33402-5
- La guerre civile de Pétrone, dans ses rapports avec la Pharsale, Belles Lettres, 1977
- Le Lyrisme à Rome, PUF, 1978
- Sénèque, ou la conscience de l'Empire, Belles Lettres, 1978
- Le Quercy de Pierre Grimal, Arthaud, 1978
- Jérôme Carcopino, un historien au service de l'humanisme (in collaborazione con Cl. Carcopino e P. Oubliac), Belles Lettres, 1981
- Rome, les siècles et les jours, Arthaud, 1982
- Virgile ou la seconde naissance de Rome, Arthaud, 1985
- Rome, la littérature et l'histoire, École française de Rome, 1986
- Les mémoires d'Agrippine, éditions De Fallois, 1992
- Le procès de Néron, éditions De Fallois
- Petite histoire de la mythologie et des dieux, éditions Fernand Nathan, 1954

## Traduzioni italiane
- La mitologia greca, trad. di Giacomo Falco, Garzanti, Milano, I ed. 1956; Newton & Compton, Roma, 2006
- Alla ricerca dell'Italia antica, trad. di Dante Interlandi, Aldo Martello, Firenze, I ed. 1961;  Giunti-Martello, Firenze, 1985.
- La civiltà romana, trad. J.P. Le Divelec, prefazione di Raymond Bloch, Sansoni, Firenze, I ed. 1961
- L'amore a Roma, trad. di Dante Interlandi, Aldo Martelli, Firenze, I ed. 1963-4.
- L'Ellenismo e l'ascesa di Roma, Feltrinelli, Milano, 1967.
- La formazione dell'Impero Romano, Feltrinelli, Milano, 1967.
- Il secolo degli Scipioni. Roma e l'ellenismo al tempo delle guerre puniche, trad. di Domenico Plataroti Paideia, Brescia, I ed. 1981
- La vita a Roma nell'antichità, trad. di G.P. O' Connor, Edizioni Scientifiche Italiane, Napoli 1984.
- Roma: i secoli e i giorni, Città Nuova Editrice, Roma, 1985.
- Cicerone, trad. di G.P. O' Connor, Edizioni Scientifiche Italiane, Napoli 1986; trad. L. Guarnelli Del Corno, Garzanti, Milano, 1987
- Virgilio. La seconda nascita di Roma, trad. di Anna Silva, Rusconi, Milano, I ed. 1986.
- Dizionario di mitologia greca e romana, edizione italiana a cura di Carlo Cordiè, prefazione di Charles Picard, trad. Pier Antonio Borgheggiani, Paideia Editrice, Brescia, 1987; con il titolo  Enciclopedia dei miti, Garzanti, Milano, I ed. 1990
- I giardini di Roma antica, trad. di Vincenzo Abrate, Garzanti, Milano, I ed. 1990;
- Tacito. Lo scrittore e il moralista, lo storico e il politico, tra la decadenza dei Cesari e il secolo d'oro degli Antonini, Collezione Storica, Garzanti, Milano, I ed. 1991; Collana gli Elefanti. Storia, Garzanti, Milano, 2001, 978-88-116-7680-5.
- Seneca. Una storia morale di Roma dagli anni di Tiberio alla tirannide neroniana. L'affascinante incontro tra la mentalità latina e la filosofia greca, trad. T. Capra, Collezione Storica, Garzanti, Milano, I ed. 1992; Collana gli Elefanti. Storia, Garzanti, Milano, 2001, ISBN 978-88-116-7677-5.
- Marco Aurelio. Il più grande, il più saggio, il più umano di tutti gli imperatori, il più vicino a noi, Collezione Storica, Garzanti, Milano, I ed. 1993; Collana gli Elefanti. Storia, Garzanti, Milano, 2004, ISBN 978-88-116-7702-4.
- L'arte dei giardini, a cura di Marina Magi, Ripostes, Roma, I ed. 1987.
- La letteratura latina, Lucarini, Roma, 1988; Tascabili Economici Newton, Roma, 1994
- Il teatro antico, Collana Che so?, Edizioni Scientifiche Italiane, 1994, ISBN 978-88-710-4800-0
- Memorie di Agrippina, trad. M. Roffi, Collana Narratori moderni, Garzanti, Milano, 1994, ISBN 978-88-116-6122-1.
- Chiese di Roma. Un percorso di duemila anni. Foto di Caroline Rose, Jaca Book, Milano, 1997.
- Vita quotidiana nell'antica Roma, Collana Libri di base, Editori Riuniti, Roma, 1998 (con floppy disc), ISBN 978-88-359-4447-8
- La mitologia greca, Newton Compton, 2008 ISBN 978-88-541-1121-9
- La civiltà dell'antica Roma. La storia secolare di una città e di un popolo che hanno lasciato al mondo un'eredità indimenticabile, trad. Tharita Marilù Blasi, Collana Universale storica n.20, Newton Compton, Roma, 2004, ISBN 978-88-541-0850-9
- Storia di Roma, trad. A. R. Galeone, Collana Il pianeta scritto, Argo, 2004, ISBN 978-88-823-4320-0
- L'arte dei giardini. Una breve storia, a cura di M. Magi, Collana Virgolette n.7, Donzelli, Roma, 2005, ISBN 978-88-7989-931-4.
- L'anima romana. Valori e stili di vita della civiltà latina, trad. L. Ginzburg, Collana Virgolette, Donzelli, Roma, 2005, ISBN 978-88-798-9997-0.